# Stephanie Caspar
Stephanie Caspar (* 28. November 1973 in Bremen) ist eine deutsche Managerin.

## Karriere
Caspar studierte Betriebswirtschaftslehre an der Universität Lüneburg. Sie startete ihre Karriere bei McKinsey & Company in Hamburg. Im Anschluss daran promovierte sie und beschäftigte sich unter anderem mit dem Thema „Kaufverhaltenstheorien“ – insbesondere im E-Commerce. Danach folgten Stationen bei Ebay und Immobilienscout24. Ab 2009 baute sie als Gründerin und Geschäftsführerin den Schuh-Onlineshop Mirapodo für die Otto Group auf. 2013 wechselte sie zu Springer und wurde zur Verlagsgeschäftsführerin der Welt-Gruppe berufen. Von März 2018 bis Juli 2022 war sie Mitglied des Vorstands der Axel Springer SE und zuständig für den Bereich Technologie und Daten. Im Februar 2023 stieg sie als Partnerin bei dem schwedischen Finanzinvestor Summa Equity ein, wo sie die Position Head of Portfolio and Via Summa innehat.
Stephanie Caspar ist verheiratet und hat eine Tochter.